# 김현수 (2000년생 야구 선수)
김현수(2000년 7월 10일 ~ )는 KBO 리그 KIA 타이거즈의 투수이다.

## 한국 프로야구 시절

### 롯데 자이언츠시절
2019년에 입단하였다. 2019년 3월 30일 LG 트윈스와의 경기에서 구원 등판하며 데뷔 첫 경기를 치렀고, 경기에서 0이닝 1실점을 기록했다.

### KIA 타이거즈시절
2020년 1월 14일에 FA를 통해 롯데 자이언츠로 이적한 안치홍의 보상 선수 자격으로 이적하였다. 2020년 10월 1일 키움 히어로즈전에서 5이닝 7탈삼진, 무실점으로 선발 데뷔 전에서 승리 투수가 됐다.

### 상무 야구단시절
2022년 5월에 입단하였다.

### KIA 타이거즈복귀
2023년에 복귀하였다.

## 호주 프로야구 시절
2023년 11월에 캔버라 캐벌리에 입단하였다.

## 출신 학교
- 서울효제초등학교
- 홍은중학교
- 장충고등학교

## 통산 기록
| 연도 | 팀명  | 평균자책점 | 경기 | 완투 | 완봉 | 승 | 패 | 세 | 홀 | 승률  | 타자 | 이닝 | 피안타 | 피홈런 | 볼넷 | 사구 | 탈삼진 | 실점 | 자책점 |
| ---- | ----- | ---------- | ---- | ---- | ---- | -- | -- | -- | -- | ----- | ---- | ---- | ------ | ------ | ---- | ---- | ------ | ---- | ------ |
| 2019 | 롯데  | 1.42       | 6    | 0    | 0    | 0  | 1  | 0  | 0  | 0.000 | 24   | 6.⅓  | 3      | 0      | 1    | 0    | 4      | 2    | 1      |
| 2020 | KIA   | 7.24       | 15   | 0    | 0    | 1  | 2  | 0  | 0  | 0.333 | 167  | 32⅓  | 41     | 3      | 31   | 2    | 19     | 27   | 26     |
| 2021 | KIA   | 7.83       | 17   | 0    | 0    | 1  | 4  | 0  | 0  | 0.200 | 229  | 45⅔  | 57     | 8      | 36   | 3    | 27     | 43   | 40     |
| 2022 | KIA   | 4.50       | 1    | 0    | 0    | 0  | 0  | 0  | 0  | -     | 9    | 2    | 3      | 0      | 1    | 0    | 1      | 1    | 1      |
| 2024 | KIA   | 18.00      | 5    | 0    | 0    | 0  | 0  | 0  | 0  | -     | 28   | 5    | 7      | 0      | 5    | 1    | 4      | 10   | 10     |
| 통산 | 5시즌 | 7.69       | 44   | 0    | 0    | 2  | 7  | 0  | 0  | 0.222 | 457  | 91⅓  | 111    | 11     | 74   | 6    | 55     | 83   | 78     |